# Theobald al II-lea de Blois

Blazonul comitatului de Blois.

Theobald al II-lea (n. cca. 985–d. 11 iulie 1004) a fost conte de Blois de la 995 până la moarte.
Theobald era fiul mai mare și moștenitorul contelui Odo I de Blois, cu Bertha de Burgundia.
El a devenit conte de Blois, Châteaudun, Chartres și Reims după moartea tatălui său din 996. Theobald nu a avut urmași; ca urmare, atunci când a murit, a fost succedat de către fratele său mai tânăr, Odo al II-lea de Blois.